# UFC Fight Night: Аллен vs. Кёртис 2
UFC Fight Night: Allen vs. Curtis 2 (также известный как UFC Fight Night 240 и UFC on ESPN+ 98) — турнир по смешанным единоборствам, организованный Ultimate Fighting Championship, который был проведён 6 апреля 2024 года в спортивном комплексе «UFC Apex» в городе Энтерпрайз (часть мегаполиса Лас-Вегас), штат Невада, США.

## Подготовка турнира

### Главные события турнира
Изначально в качестве заглавного события был запланирован бой в среднем весе, в котором должны были встретиться бывший претендент на титул чемпиона UFC в среднем весе итальянец Марвин Веттори (#5 в рейтинге) и американец Брендан Аллен (#6 в рейтинге). Однако, Веттори снялся с поединка по нераскрытым причинам и был заменён на Криса Кёртиса (#14 в рейтинге). Ранее Аллен и Кёртис уже встречались друг с другом в декабре 2021 года на турнире UFC on ESPN: Фонт vs. Алду. Тогда победу одержал Кёртис техническим нокаутом во 2-м раунде.
| Заглавное событие - Средний вес | Заглавное событие - Средний вес | Заглавное событие - Средний вес |
| --- | --- | ------------------------------- |
| Брендан Аллен | | Крис Кёртис                     |
| BRENDAN CODY ALLEN 29 лет (28.12.1995) Рост 188 см, размах рук 191 см, вес 84,4 кг Гражданство: Происхождение: Место рождения: Бофорт, Южная Каролина, США Представляет: Делрей-Бич, Флорида, США «Kill Cliff FC» Дебют в UFC - 18.10.2019 (с рекордом 12-3) Бонусы "Perfomance of the Night" (3) Победитель DWCS 20 (2019, 3-й сезон) Чемпион LFA в среднем весе (2018-2019, защиты 1/1) Чемпион Valor Fights в среднем весе (2016) | CHRISTOPHER ALAN CURTIS 37 лет (15.07.1985) Рост 178 см, размах рук 192 см, вес 84,4 кг Гражданство: Происхождение: Место рождения: Цинцинатти, Огайо, США Представляет: Лас-Вегас, Невада, США «Xtreme Couture» Дебют в UFC - 06.11.2021 (с рекордом 26-8) Бонусы "Fight of the Night" (1) / "Perfomance of the Night" (2) Чемпион Z Promotions в среднем весе (2019-2020) Чемпион Z Promotions в полусреднем весе (2017-2020, защиты 1/1) Чемпион Premier MMA Championship в полусреднем весе (2017) Чемпион CES MMA в полусреднем весе (2016-2018, защиты 2/2) |                                 |
| Последние бои: 18.11.2023, Пол Крейг (#13), SUB3 24.06.2023, Бруну Силва, SUB1 25.02.2023, Андре Мунис (#11), SUB3 01.10.2022, Кшиштоф Йотко, SUB1 11.06.2022, Джейкоб Малкун, UDEC | Последние бои: SDEC, Марк-Андре Баррьо, 20.01.2024 NC, Нассурдин Имавов (#12), 10.06.2023 UDEC, Келвин Гастелум (#15), 08.04.2023 KO2, Хоакин Бакли, 10.12.2022 UDEC, Джек Херманссон (#7), 23.07.2022 |                                 |

### Анонсированные бои
| Бой | Весовая категория    | Участники боёв и их статистика перед боем (рекорд ММА / рекорд UFC / серия) | Участники боёв и их статистика перед боем (рекорд ММА / рекорд UFC / серия) | Участники боёв и их статистика перед боем (рекорд ММА / рекорд UFC / серия) | Участники боёв и их статистика перед боем (рекорд ММА / рекорд UFC / серия) | Участники боёв и их статистика перед боем (рекорд ММА / рекорд UFC / серия) | Участники боёв и их статистика перед боем (рекорд ММА / рекорд UFC / серия) | Участники боёв и их статистика перед боем (рекорд ММА / рекорд UFC / серия) | Участники боёв и их статистика перед боем (рекорд ММА / рекорд UFC / серия) | Участники боёв и их статистика перед боем (рекорд ММА / рекорд UFC / серия) | Участники боёв и их статистика перед боем (рекорд ММА / рекорд UFC / серия) | Участники боёв и их статистика перед боем (рекорд ММА / рекорд UFC / серия) | Участники боёв и их статистика перед боем (рекорд ММА / рекорд UFC / серия) |
|     |                      | Главный кард (Main Card, ESPN+)                                             |                                                                             |                                                                             |                                                                             |                                                                             |                                                                             |                                                                             |                                                                             |                                                                             |                                                                             |                                                                             |                                                                             |
| 1   | Средний вес          | Брендан Аллен (Brendan Allen)                                               | #6, CS                                                                      | 23-5                                                                        | 11-2                                                                        | +6                                                                          | vs.                                                                         | Крис Кёртис (Chris Curtis)▲                                                 | #14 (13), CS                                                                | 31-10 (1)                                                                   | 5-2 (1)                                                                     | +1                                                                          | [ 7 ]                                                                       |
| 2   | Полулёгкий вес       | Александр Эрнандес (Alexander Hernandez)                                    | exT(11)                                                                     | 14-7                                                                        | 6-6                                                                         | -1                                                                          | vs.                                                                         | Деймон Джексон (Damon Jackson)                                              |                                                                             | 22-6-1 (1)                                                                  | 5-4-1 (1)                                                                   | -2                                                                          | [ 8 ]                                                                       |
| 3   | Полулёгкий вес       | Морган Шаррьер (Morgan Charrière)                                           |                                                                             | 19-9-1                                                                      | 1-0                                                                         | +4                                                                          | vs.                                                                         | Чепе Марискаль (Chepe Mariscal)▲                                            |                                                                             | 15-6 (1)                                                                    | 2-0                                                                         | +5                                                                          | [ 9 ]                                                                       |
| 4   | Лёгкий вес           | Игнасио Баамондес (Ignacio Bahamondes)                                      | CS                                                                          | 14-5                                                                        | 3-2                                                                         | -1                                                                          | vs.                                                                         | Христос Гиагос (Christos Giagos)                                            |                                                                             | 20-11                                                                       | 6-7                                                                         | -1                                                                          | [ 10 ]                                                                      |
| 6   | Лёгкий вес           | Тревор Пик (Trevor Peek)                                                    | CS                                                                          | 9-1 (1)                                                                     | 2-1                                                                         | +1                                                                          | vs.                                                                         | Чарли Кэмпбелл (Charlie Campbell)                                           | CS                                                                          | 8-2                                                                         | 1-0                                                                         | +2                                                                          | [ 11 ]                                                                      |
|     |                      | Предварительный кард (Prelims, ESPN+)                                       |                                                                             |                                                                             |                                                                             |                                                                             |                                                                             |                                                                             |                                                                             |                                                                             |                                                                             |                                                                             |                                                                             |
| 7   | Полусредний вес      | Курт Макги (Court McGee)                                                    | TUF                                                                         | 21-12                                                                       | 10-11                                                                       | -2                                                                          | vs.                                                                         | Алекс Мороно (Alex Morono)                                                  |                                                                             | 23-9 (1)                                                                    | 12-6 (1)                                                                    | -1                                                                          | [ 12 ]                                                                      |
| 5   | Тяжёлый вес          | Валтер Уокер (Valter Walker)                                                | д                                                                           | 11-0                                                                        | -                                                                           | +11                                                                         | vs.                                                                         | Лукаш Бржески (Lukasz Brzeski)                                              | CS                                                                          | 8-4-1 (1)                                                                   | 0-3                                                                         | -3                                                                          | [ 13 ]                                                                      |
| 8   | Жен. легчайший вес   | Норма Думонт (Norma Dumont)                                                 | #11 (10)                                                                    | 10-2                                                                        | 6-2                                                                         | +3                                                                          | vs.                                                                         | Жермейн де Рандами (Germaine de Randamie)                                   | exП, SF                                                                     | 10-4                                                                        | 7-2                                                                         | +1                                                                          | [ 14 ]                                                                      |
| 9   | Легчайший вес        | Педру Фалькан (Pedro Falcão)▲                                               | д, CS                                                                       | 16-3                                                                        | -                                                                           | +5                                                                          | vs.                                                                         | Витор Уго (Victor Hugo)                                                     | д, CS                                                                       | 24-4                                                                        | -                                                                           | +13                                                                         |                                                                             |
|     | Жен. минимальный вес | Пьера Родригес (Piera Rodriguez)                                            | CS                                                                          | 9-1                                                                         | 2-1                                                                         | -1                                                                          | vs.                                                                         | Синтия Кальвильо (Cynthia Calvillo)                                         |                                                                             | 9-6-1                                                                       | 6-6-1                                                                       | -5                                                                          | [ 15 ]                                                                      |
| 10  | Легчайший вес        | Дэн Аргета (Dan Argueta)                                                    | TUF                                                                         | 9-1 (2)                                                                     | 1-1 (2)                                                                     | +1                                                                          | vs.                                                                         | Жеан Матсумото (Jean Matsumoto)                                             | д, CS                                                                       | 14-0                                                                        | -                                                                           | +14                                                                         | [ 16 ]                                                                      |
| 11  | Средний вес          | Дилан Будка (Dylan Budka)▲                                                  | д, CS                                                                       | 7-2                                                                         | -                                                                           | +2                                                                          | vs.                                                                         | Сесар Алмейда (Cesar Almeida)                                               | д, CS                                                                       | 4-0                                                                         | -                                                                           | +4                                                                          | [ 17 ]                                                                      |
| 12  | Жен. легчайший вес   | Мелисса Маллинс (Melissa Mullins)                                           | #15                                                                         | 6-0                                                                         | 1-0                                                                         | +6                                                                          | vs.                                                                         | Нора Корнолль (Nora Cornolle)                                               |                                                                             | 7-1                                                                         | 1-0                                                                         | +7                                                                          | [ 18 ]                                                                      |
|     |                      | Отменённые бои                                                              |                                                                             |                                                                             |                                                                             |                                                                             |                                                                             |                                                                             |                                                                             |                                                                             |                                                                             |                                                                             |                                                                             |
|     | Полулёгкий вес       | Морган Шаррьер (Morgan Charrière)                                           |                                                                             | 19-9-1                                                                      | 1-0                                                                         | +4                                                                          | vs.                                                                         | Чхве Сын-у (SeungWoo Choi)▼                                                 |                                                                             | 11-6                                                                        | 4-5                                                                         | +1                                                                          | [ 19 ]                                                                      |
|     | Средний вес          | Марвин Веттори (Marvin Vettori)▼                                            | #5 (2), exП                                                                 | 19-6-1                                                                      | 9-5-1                                                                       | -1                                                                          | vs.                                                                         | Брендан Аллен (Brendan Allen)                                               | #6, CS                                                                      | 23-5                                                                        | 11-2                                                                        | +6                                                                          | [ 20 ]                                                                      |
|     | Средний вес          | Джош Фремд (Josh Fremd)▼                                                    |                                                                             | 11-5                                                                        | 2-3                                                                         | -1                                                                          | vs.                                                                         | Сесар Алмейда (Cesar Almeida)                                               | д, CS                                                                       | 4-0                                                                         | -                                                                           | +4                                                                          | [ 21 ]                                                                      |
|     | Легчайший вес        | Хосе Джонсон (Jose Johnson)▼                                                | CS                                                                          | 16-8                                                                        | 1-1                                                                         | +1                                                                          | vs.                                                                         | Лукас Роша (Lucas Rocha)                                                    | д, CS                                                                       | 17-1                                                                        | -                                                                           | +6                                                                          | [ 22 ]                                                                      |
|     | Легчайший вес        | Джошуа Ван (Joshua Van)▲                                                    |                                                                             | 10-1                                                                        | 3-0                                                                         | +8                                                                          | vs.                                                                         | Лукас Роша (Lucas Rocha)▼                                                   | д, CS                                                                       | 17-1                                                                        | -                                                                           | +6                                                                          | [ 23 ]                                                                      |
|     | Легчайший вес        | Хэйли Алатэн (Alatengheili)▼                                                |                                                                             | 16-9-2                                                                      | 4-2-1                                                                       | -1                                                                          | vs.                                                                         | Витор Уго (Victor Hugo)                                                     | д, CS                                                                       | 24-4                                                                        | -                                                                           | +13                                                                         | [ 24 ]                                                                      |

Условные обозначения: #5 (1) — текущее (лучшее) место бойца в рейтинге, exЧ(В) — бывший чемпион (временный), exП(В) — бывший претендент на титул чемпиона (временного), exТ(3) — боец входил в рейтинг Топ-15 (лучшее место в рейтинге), д — дебютант, CS — боец участвовал в Претендентской серии Дэйны Уайта, RTU — боец участвовал в шоу Road To UFC, TUF — боец участвовал в шоу The Ultimate Fighter, TUF(W/F) — боец являлся победителем/финалистом The Ultimate Fighter, WEC/SF — боец выступал в WEC или Strikeforce до объединения этих организаций с UFC.

## Церемония взвешивания
Результаты официальной церемонии взвешивания бойцов перед турниром.
| Весовая категория и допустимый лимит в фунтах | Весовая категория и допустимый лимит в фунтах | Участники боёв и их вес в фунтах | Участники боёв и их вес в фунтах | Участники боёв и их вес в фунтах | Участники боёв и их вес в фунтах |
| --------------------------------------------- | --------------------------------------------- | -------------------------------- | -------------------------------- | -------------------------------- | -------------------------------- |
| Средний вес                                   | 185 (+1)                                      | Брендан Аллен                    | 186                              | Крис Кёртис                      | 186                              |
| Полулёгкий вес                                | 145 (+1)                                      | Александр Эрнандес               | 147,5 *                          | Деймон Джексон                   | 146                              |
| Полулёгкий вес                                | 145 (+1)                                      | Морган Шаррьер                   | 145                              | Чепе Марискаль                   | 145,5                            |
| Лёгкий вес                                    | 155 (+1)                                      | Игнасио Баамондес                | 156                              | Христос Гиагос                   | 156                              |
| Тяжёлый вес                                   | 265 (+1)                                      | Валтер Уокер                     | 264                              | Лукаш Бржески                    | 236                              |
| Лёгкий вес                                    | 155 (+1)                                      | Тревор Пик                       | 155,5                            | Чарли Кэмпбелл                   | 155                              |
| Полусредний вес                               | 170 (+1)                                      | Курт Макги                       | 170,5                            | Алекс Мороно                     | 171                              |
| Легчайший вес (женщины)                       | 135 (+1)                                      | Норма Думонт                     | 136                              | Жермейн де Рандами               | 135                              |
| Легчайший вес                                 | 135 (+1)                                      | Педру Фалькан                    | 136                              | Витор Уго                        | 135,5                            |
| Минимальный вес (женщины)                     | 115 (+1)                                      | Пьера Родригес                   | 116                              | Синтия Кальвильо                 | 119 **                           |
| Легчайший вес                                 | 135 (+1)                                      | Дэн Аргета                       | 136                              | Жеан Матсумото                   | 136                              |
| Средний вес                                   | 185 (+1)                                      | Дилан Будка                      | 185,5                            | Сесар Алмейда                    | 185,5                            |
| Легчайший вес (женщины)                       | 135 (+1)                                      | Мелисса Маллинс                  | 138 ***                          | Нора Корнолль                    | 138,5 ***                        |

[*] Александр Эрнандес не смог уложиться в лимит полулёгкой весовой категории (превышение 1,5 фунта) и будет оштрафован на 20% от гонорара в пользу соперника. Бой пройдёт в промежуточном весе 147,5 фунтов.
[**] Синтия Кальвильо не смогла уложиться в лимит женской минимальной весовой категории (превышение 3 фунта). Её поединок с Пьерой Родригес отменён.
[***] Мелисса Маллинс не смогла уложиться в лимит женской легчайшей весовой категории (превышение 2 фунта). Её соперница Нора Корной также не смогла уложиться в лимит женской легчайшей весовой категории (превышение 2,5 фунта). Бой пройдёт в промежуточном весе 138,5 фунтов.

## Результаты турнира
В главном бою вечера Брендан Аллен победил Криса Кёртиса раздельным решением судей.
| Статистика поединка: | Статистика поединка: | Статистика поединка:                          | Статистика поединка:                          | Статистика поединка: | Статистика поединка: | Статистика поединка: | Статистика поединка: | Статистика поединка: | Статистика поединка: | Статистика поединка: | Статистика поединка: | Статистика поединка: | Статистика поединка: | Статистика поединка: | Статистика поединка: | Статистика поединка: | Статистика поединка: | Статистика поединка: |
| Участник             | Нокдауны             | Акцентрованные удары (по цели/всего/точность) | Акцентрованные удары (по цели/всего/точность) | По раундам           | По раундам           | По раундам           | По раундам           | По раундам           | По цели              | По цели              | По цели              | По позиции           | По позиции           | По позиции           | Тейкдауны            | Тейкдауны            | Контроль             | Попытка приема       |
| Участник             | Нокдауны             | Акцентрованные удары (по цели/всего/точность) | Акцентрованные удары (по цели/всего/точность) | 1Р                   | 2Р                   | 3Р                   | 4Р                   | 5Р                   | Голова               | Корпус               | Ноги                 | Дистанция            | Клинч                | Партер               | Тейкдауны            | Тейкдауны            | Контроль             | Попытка приема       |
| -------------------- | -------------------- | --------------------------------------------- | --------------------------------------------- | -------------------- | -------------------- | -------------------- | -------------------- | -------------------- | -------------------- | -------------------- | -------------------- | -------------------- | -------------------- | -------------------- | -------------------- | -------------------- | -------------------- | -------------------- |
| Брендан Аллен        | 0                    | 112/222                                       | 50%                                           | 22/40                | 29/66                | 23/42                | 25/39                | 13/35                | 72/172               | 25/34                | 15/16                | 108/214              | 4/8                  | 0/0                  | 6/13                 | 46%                  | 6:05                 | 0                    |
| Крис Кёртис          | 0                    | 124/241                                       | 51%                                           | 13/41                | 46/80                | 23/45                | 21/44                | 21/31                | 96/205               | 25/33                | 3/3                  | 122/237              | 2/4                  | 0/0                  | 0/0                  | -                    | 1:18                 | 0                    |

| Бой    | Весовая категория            | Результат боя        | Результат боя     | Результат боя | Результат боя | Результат боя | Результат боя      | Результат боя | Способ победы                                                       | Раунд | Время | Рефери в ринге |
|        |                              | Главный кард         |                   |               |               |               |                    |               |                                                                     |       |       |                |
| Бой 12 | Средний вес                  |                      | Брендан Аллен     | #6            | поб.          |               | Крис Кёртис        | #14           | Раздельное решение (47–48, 48–47, 49–46)                            | 5     | 5:00  | Марк Смит      |
| Бой 11 | Промежуточный вес (147,5)*   |                      | Деймон Джексон    |               | поб.          |               | Александр Эрнандес |               | Раздельное решение (27–30, 29–28, 29–28)                            | 3     | 5:00  | Джейсон Херцог |
| Бой 10 | Полулёгкий вес               |                      | Чепе Марискаль    |               | поб.          |               | Морган Шаррьер     |               | Раздельное решение (29–28, 27–30, 29–28)                            | 3     | 5:00  | Кит Питерсон   |
| Бой 9  | Лёгкий вес                   |                      | Игнасио Баамондес |               | поб.          |               | Христос Гиагос     |               | Нокаут (удар ногой в голову)                                        | 1     | 3:35  | Крис Тоньони   |
| Бой 8  | Лёгкий вес                   |                      | Чарли Кэмпбелл    |               | поб.          |               | Тревор Пик         |               | Единогласное решение (30–27, 30–27, 30–27)                          | 3     | 5:00  | Кит Питерсон   |
|        |                              | Предварительный кард |                   |               |               |               |                    |               |                                                                     |       |       |                |
| Бой 7  | Полусредний вес              |                      | Алекс Мороно      |               | поб.          |               | Курт Макги         |               | Единогласное решение (29–28, 29–28, 29–28)                          | 3     | 5:00  | Джейсон Херцог |
| Бой 6  | Тяжёлый вес                  |                      | Лукаш Бржеский    |               | поб.          |               | Валтер Уокер       | д             | Единогласное решение (29–28, 29–28, 29–28)                          | 3     | 5:00  | Марк Смит      |
| Бой 5  | Жен. легчайший вес           |                      | Норма Думонт      | #11           | поб.          |               | Жермейн де Рандами |               | Единогласное решение (29–28, 29–28, 29–28)                          | 3     | 5:00  | Кит Питерсон   |
| Бой 4  | Легчайший вес                |                      | Витор Уго         | д             | поб.          |               | Педру Фалькан      | д             | Единогласное решение (30–27, 29–28, 29–28)                          | 3     | 5:00  | Крис Тоньони   |
| Бой 3  | Легчайший вес                |                      | Жеан Матсумото    | д             | поб.          |               | Дэн Аргета         |               | Сдача, удушающий приём (гильотина)                                  | 2     | 4:59  | Джейсон Херцог |
| Бой 2  | Средний вес                  |                      | Сесар Алмейда     | д             | поб.          |               | Дилан Будка        | д             | Технический нокаут (серия ударов руками в голову)                   | 2     | 2:13  | Марк Смит      |
| Бой 1  | Промежуточный вес (138,5)*** |                      | Нора Корнолль     |               | поб.          |               | Мелисса Маллинс    | #15           | Технический нокаут (удар коленом в солнечное сплетение и добивание) | 2     | 3:06  | Крис Тоньони   |

Официальные судейские карточки турнира.

## Награды
Следующие бойцы были удостоены денежного бонуса в $50,000:
- Лучший бой вечера: Чепе Марискаль - Морган Шаррьер
- Выступление вечера: Игнасио Баамондес и Сесар Алмейда